# 高齢出産ドンとこい!!
『高齢出産ドンとこい!!』（こうれいしゅっさんドンとこい!!）は、藤田素子による日本のエッセイ漫画作品。『最高の主婦たち』（海王社）と『本当にあった主婦の体験』（ぶんか社）において、2002年から2008年まで掲載された。全5巻、全68話。
43才で自然妊娠し初出産。高齢な著者（藤田素子）自身の出産に関わる検査や病気、子育ての日常を夫とのギャグオチを交えて赤裸々に描く作品である。

## あらすじ
1巻
43才の主人公もっちゃんは、更年期障害か悪い病気かと不安を抱えて産婦人科へ行くと、世にもおめでたい妊娠だった。高齢のため、友人の勧めでクワトロテストでダウン症を調べることにすると、確率が高いとの結果より羊水検査を受けることにする。もっちゃんは、子供時代に足に針が刺さって折れたトラウマから注射への苦手意識があるが、羊水検査は無事に終わりほっとする。
妊娠太りや脱肛に悩まされるなか、出産前の入院案内書や、産婦人科の母親学級で産まれたばかりの赤ちゃんを抱くことで、一緒に参加した夫のナオと共に出産の実感を増す。
大家との衝突により、臨月の引越しを経ての出産だが、徹夜仕事後の検査ではお腹の赤ちゃんに元気がなく、予定日が近づいても降りてこないので、帝王切開にて出産をすることにする。
そして出産当日、苦手な注射の硬膜外麻酔から不安が高まるも、気がついたときには夫のうれしそうな顔から無事に出産したことを知り、緊張の子育てが始まる。
2巻
夫が車の事故でむちうちになったので、仕事をするため、息子のコナオの世話を実家に頼るが、高齢の両親には荷が重く断念した。そこで、ベビーシッターを頼むが、なかなか満足するシッターには出会えない。
しかし、ベビーカーでの電車移動に苦労した先で、同じベビーカーを持つお母さん達からの優しい一言や、BCGワクチンの注射痕の化膿に慌てたとき、それでいいんだと「よかったね」と実母に安心をもらったり、コナオの体調変化で何度も通院する、小児科Y川先生の「大丈夫」という言葉に支えられる。
ある日、夫婦別姓を待っていたもっちゃんは、嫁姑関係の悪化から氏の変更申請に家庭裁判所まで出向くが、認められなかったため離婚することになる。
コナオが歩き始めるころ、1歳半から入れる教会のおひつじ幼稚園を見学に行くと、もっちゃんは夫の「ホッとするオーラを感じた」の一言で入園を決める。
そして、ミルクの飲ませ方や離乳食の食べさせ方で色々と失敗の多いもっちゃんだが、幼稚園のお弁当のため、コナオが産まれた時にしまいこんだ包丁を出し、料理への挑戦が始まる。
3巻
コナオのまぶたが赤くなり、眼科に行くと「霰粒腫」と診断される。治療方法に悩む夫婦だが、マイアミの眼科専門病院に勤めていた医師に任せることにする。治療後1ヶ月もすると小さな芯を残して霰粒腫は小さくなり安心するが、また反対の目に霰粒腫ができる。温しっぷで綺麗に治るも、ある時3個同時に発生したのを期に、食べ物で体質を変えたら治るのではと考え、外食とレトルト食品、乳製品を排除した食生活を続けると、ついに霰粒腫はなくなる。
バレンタインデーに再入籍した二人だが、コナオの霰粒腫の再発やナオの扁桃炎など病院づいているため、神社でお祓いをしてもらうと病院通いが止まる。
新学期が始まりコナオより下の子が入園すると、コナオは赤ちゃん返りを始め、ついに登園拒否をする。しかし、おひつじ幼稚園を辞めるとトイレトレーニングが上手くいく。またある時シャンプーを怖がるようになったコナオは、美容院みたいに顔にタオルをかけることで克服する。
車を処分し節約に目覚めるもっちゃんは、スーパーのチラシチェックや、電気の使い方の見直しなどを始めるが、風邪で寝込んでから「命あっての物種、健康貯金が大事」と、保険の加入や人間ドックの受診で健康に気を使い始めるようになる。

## 書誌情報
- 藤田素子 『高齢出産ドンとこい!!』 ぶんか社、全5巻[1]
  1. 2004年10月1日初版第一刷発行、ISBN 4-8211-8109-6
  2. 2006年2月20日初版第一刷発行、ISBN 4-8211-8223-8

## 関連書籍
- 藤田素子 『高齢出産その時』 ぶんか社「ほんとうに泣ける話」〈ストーリーな女たち〉、全2巻、全10話、2003年 - 2005年。
- 藤田素子 『もっと!! ～高齢出産ドンとこい!!【番外編】』 オフィス漫、全1巻、全6話、2020年4月10日。